# Мужская сборная Ирака по баскетболу 3×3
Мужская сборная Ирака по баскетболу 3×3 представляет Ирак на международных соревнованиях по баскетболу 3×3. Управляющим органом является Иракская баскетбольная ассоциация (англ. Iraqi Basketball Association).
По состоянию на 1 сентября 2024, мужская сборная Ирака по баскетболу 3×3 занимает 186-е место в мировом рейтинге ФИБА мужских сборных по баскетболу 3×3.

## Результаты выступлений
| Турнир                      | Золото | Серебро | Бронза | Всего |
| --------------------------- | ------ | ------- | ------ | ----- |
| Азиатские игры              | —      | —       | —      | —     |
| Игры исламской солидарности | —      | —       | —      | —     |
| Итого                       | —      | —       | —      | —     |

### Азиатские игры
| Год           | Место          | Игры           | Победы         | Поражения      | Состав команды                                            |
| ------------- | -------------- | -------------- | -------------- | -------------- | --------------------------------------------------------- |
| Джакарта 2018 | 19             | 5              | 0              | 5              | Ihab Hasan, Abbas Hikmat, Jasim Mohammed, Abdullah Majeed |
| 2022          | не участвовали | не участвовали | не участвовали | не участвовали | не участвовали                                            |

### Игры исламской солидарности
| Год        | Место          | Игры           | Победы         | Поражения      | Состав команды |
| ---------- | -------------- | -------------- | -------------- | -------------- | -------------- |
| 2017       | не участвовали | не участвовали | не участвовали | не участвовали | не участвовали |
| Конья 2021 | 16             | 4              | 0              | 4              | [ 4 ]          |